# Рётлисбергер, Курт
Курт Рётлисбергер (род. 21 мая 1951, Зур) — футбольный арбитр из Швейцарии.
Наибольшую известность ему принесло судейство 5 матчей на чемпионатах мира по футболу. Из них 3 матча в рамках чемпионата мира по футболу 1990 и 2 — в рамках чемпионата мира по футболу 1994.
На чемпионате мира по футболу 1994 он стал судьёй игры 1/8 финала между сборными Германии и Бельгии, в которой не назначил пенальти в ворота сборной Германии: бельгийский нападающий Йосип Вебер был сбит немецким защитником внутри штрафной площади. [значимость факта?]
В сезоне 1992/93 судил финальный матч Лиги чемпионов. Также судил игру Межконтинентального Кубка 1991 года и один из двух матчей Суперкубка УЕФА 1993 года. Работал на матчах Олимпиады-1988.
Пять лет подряд (1990—1994) признавался лучшим судьёй года в Швейцарии.